# Siddhartha Rajmarg
Der Siddhartha Rajmarg (Nepali सिद्धार्थ राजमार्ग; englisch Siddhartha Highway) ist eine Fernstraße in Nepal, die die im Süden an der indischen Grenze gelegene Stadt Siddharthanagar mit der zentral gelegenen Stadt Pokhara verbindet.
Die 188 km lange Überlandstraße wurde in den Jahren 1964 bis 1971 erbaut. Sie ist nach dem historischen Buddha Siddhartha Gautama benannt. Sie verläuft von Siddharthanagar, im mittleren Terai Nepals gelegen, in nördlicher Richtung. Der Mahendra Rajmarg kreuzt die Fernstraße in der Stadt Butwal. Der Siddhartha Rajmarg durchquert den Vorderen Himalaya. Dabei passiert er die Stadt Tansen. Zwischen Waling und Putalibazar folgt die Fernstraße dem Flusstal des Aadhi Khola.